# Заваит
Заваит (Завајит) је насељено мјесто у општини Фоча, Република Српска, БиХ.

## Становништво
| Демографија | Демографија | Демографија |
| Година      | Становника  | Становника  |
| ----------- | ----------- | ----------- |
| 1971.       | 690         |             |
| 1981.       | 455         |             |
| 1991.       | 355         |             |
| 2013.       | 111         |             |